# Космолинский, Фёдор Петрович
Фёдор Петрович Космолинский (1917—2003) — советский военный медик и учёный в области авиационной и космической медицины, участник отбора и подготовки первых советских космонавтов, полковник медицинской службы, доктор технических наук (1970). Один из создателей, действительный член и первый вице-президент Российской академии космонавтики имени К. Э. Циолковского.

## Биография
Родился 20 января 1917 года в городе Саратове в семье священника.

### Образование и участие в Великой Отечественной войне
С 1935 по 1940 год обучался на военно-авиационном факультете Второго Московского медицинского института имени Н. И. Пирогова.
С 1941 года добровольцем ушёл на фронт, с 1941 по 1945 год — участник Великой Отечественной войны в составе 162-го санитарного полка 5-й армии в должности старшего врача, воевал на Западном фронте.

### ВГВМУ МО СССР
С 1945 по 1950 год обучался на факультете усовершенствования врачей Военно-медицинской академии Красной Армии имени С. М. Кирова и в адъюнктуре Центрального института
усовершенствования врачей.
С 1951 по 1960 года на научно-исследовательской работе в Военно-научном отделе Главного военно-медицинского управления Министерства обороны СССР в должности старшего научного сотрудника. В 1952 году Ф. П. Космолинскому после защиты диссертации была присуждена учёная степень кандидата медицинских наук.

### Научно-исследовательская деятельность в области авиационно-космической медицины
С 1960 по 1964 год на научно-исследовательской работе в ГНИИ авиационной и космической медицины в должности заведующего отделом лётного труда. Ф. П. Космолинский являлся одним из организаторов отбора и подготовки первого отряда советских космонавтов, занимался медико-биологическим обеспечением космонавтов, в том числе и Ю. А. Гагарина.
С 1964 по 1970 год на научно-исследовательской работе в Институте медико-биологических проблем в должностях: заведующий лабораторией по разработке режимов труда и отдыха космонавтов и заведующего организационно-методическим отделом. Ф. П. Космолинский занимался проведением фундаментальных исследований в области космической биологии и космической медицины, медико-биологическому обеспечению пилотируемых космических полётов, занимался разработкой методов и средств обеспечения безопасности и жизнедеятельности, сохранения здоровья и поддержания работоспособности человека в экстремальных условиях.
С 1970 по 1979 год — учёный-секретарь Всесоюзного научно-исследовательского института медицинского приборостроения. Ф. П. Космолинский занимался исследованиями в области совершенствование режима труда и отдыха космонавтов и изучения психологических аспектов влияния экстремальных ситуаций на их поведение.

### Научная деятельность
В 1970 году Ф. П. Космолинский защитил диссертацию на соискание учёной степени доктор медицинских наук, он являлся автором более пятисот научных трудов, в том числе пятнадцати монографий в области медико-
биологических проблем космонавтики, в том числе: «Медико-биологические вопросы полётов в космическое пространство» (М.: 1960), «Утомление летного состава» (М.: 1962), «Космическая психология» (М.: 1966), «От психологии авиационной до психологии космической» и «Проблемы сенсорной депривации в космической медицине» (М.: 1967), «Космическая психология. Населённый космос» (М.: 1972), «Космическая биология и медицина» (М.: 1975), «Проектирование условий жизни и работы космонавтов» (М.: 1985). Ф. П. Космолинский являлся ответственным редактором журнала «Авиакосмическая медицина» и сопредседателем медико-биологической секции Научных чтений памяти К. Э. Циолковского

### Участие в создании Российской академии космонавтики
С 1990 года Ф. П. Космолинский являлся одним из соучредителей и создателей Российской академии космонавтики имени К. Э. Циолковского, был первым вице-президентом и действительным членом этой академии.

Следуя романтическим нормам создания новых организаций, специалисты в области космической биологии, медицины и психологии Ф. П. Космолинский и Л. Н. Мельников обратились к ряду коллег с соответствующим меморандумом…Сразу же было решено присвоить организации имя К. Э. Циолковского…Большую роль в организации Академии сыграл Фёдор Петрович Космолинский, по профессии врач, отдавший всю жизнь космической биологии и медицине, предложивший идею отраслевой космической академии

### Смерть
Скончался 12 сентября 2003 года в Москве, похоронен на Донском кладбище. Урна с прахом в нише колумбария № 11 , родственное захоронение.

### Семья
Младший сын Космолинский Петр Федорович (1950—2001) — военный историк, художник, общественный деятель. Основатель московской школы оловянной военно-исторической миниатюры и Военно-исторического клуба Центрального Совета Всероссийского общества охраны памятников истории и культуры, геральдист, монархист, основатель российского движения военно-исторической реконструкции, автор проекта военно-исторического журнала «Рейтар».

## Награды
- Орден Отечественной войны I и II степени
- Орден Трудового Красного Знамени
- Орден Красной Звезды (05.11.1954)
- Медаль «За боевые заслуги» (13.07.1942, 15.11.1950)
- Медаль «За оборону Москвы» (01.05.1944)
- Медаль «За победу над Германией в Великой Отечественной войне 1941—1945 гг.» (09.05.1945)[1][4][3][2]